# Villa di Montebolone
La villa di Montebolone è una delle abitazioni signorili suburbane originariamente situate fuori dalle mura di Pavia e ora inserite nella periferia orientale della città.

## Storia e descrizione
Come altre ville realizzate dall'aristocrazia e dal clero di pavese tra Sei e Ottocento, la villa di Montebolone è situata nella periferia orientale della città, vicino alla strada che conduce da Pavia a Cremona. La località di Montebolone risulta già documentata nel 902, quando l'imperatore Ludovico III donò alla basilica di Sant'Abbondio di Como alcuni fondi, tra i quali vi era una braida (termine utilizzato nel medioevo in Italia settentrionale per definire un prato o un orto suburbano, spesso affiancato da una casa colonica) di pertinenza del palazzo Reale e posta presso Montebolone. Non sappiamo con certezza quando sorsero nell'area i primi edifici, ma sicuramente erano già presenti nel 1486, quando divennero proprietà dei canonici Lateranensi del monastero della Colombina di Pavia. Durante gli assedi che subì Pavia nei primi decenni del XVI secolo, e in particolare in quello del 1524-25, la località venne pesantemente devastata, tanto che pochi mesi dopo la battaglia si ha notizia di case e vigneti rovinati dai soldati del re di Francia. Nel 1539 i Somaschi subentrarono ai canonici Lateranensi che, tra il 1732 e il 1753, fecero edificare la villa, destinata non solo al controllo dei fondi agricoli posseduti dai religiosi nella zona, ma soprattutto come casa di villeggiatura. 
Nel 1810 il convento della Colombina venne soppresso e i suoi beni, tra i quali via era anche la villa, vennero alienati a privati. Negli anni '20 dell'Ottocento la villa divenne proprietà dell'ingegnere Giuseppe Marozzi, membro di una delle più importanti famiglie aristocratiche pavesi del XIX secolo. Nel 1859 le autorità comunali di Pavia organizzarono nella villa un rinfresco per il generale d'Autmare che, dopo che l'esercito austriaco aveva abbandonato Pavia, era entrato in città alla testa di 8.000 soldati francesi. 

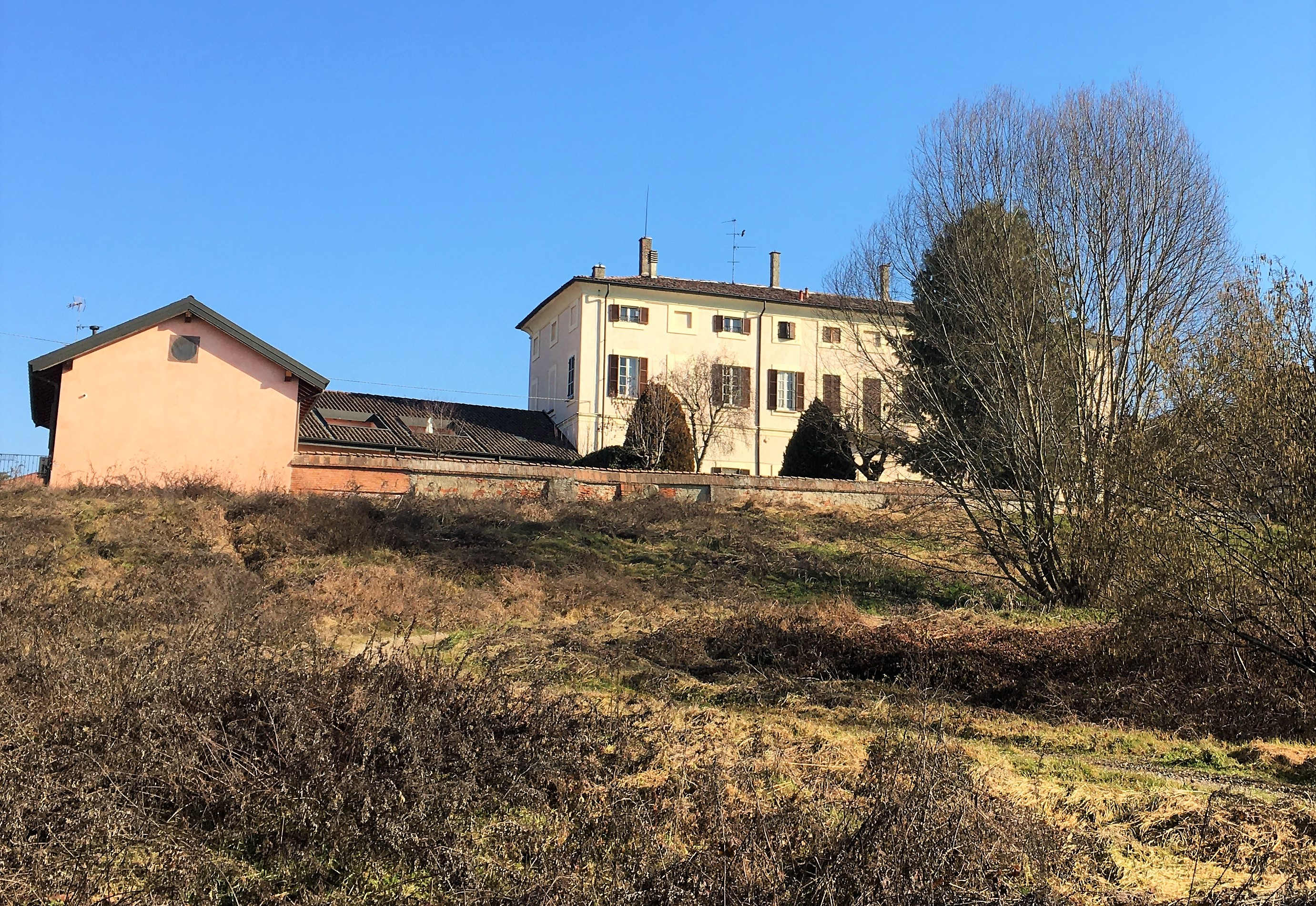
La villa e gli edifici rustici annessi vista dal piano di campagna al di sotto della scarpata.

L'edificio sorge su di un alto dosso posto lungo il terrazzo alluvionale del Ticino che, fino alla metà dell'Ottocento, scorreva quasi ai piedi della ripida scarpata, mentre ora, in seguito al mutamento del suo corso, si trova a circa un chilometro più a sud della villa e il suo antico letto è ora occupato dalla Vernavola. Nell'Ottocento la posizione della villa, allora circondata da vigneti, era ritenuta la migliore di Pavia, perché l'altezza del ripiano diluvionale e del dosso permettono un'ottima visuale di Pavia, della sottostante valle del Ticino e dei rilievi dell'Oltrepò Pavese a sud. La dimora è costituita da un edificio principale a tre piani, dal quale si allungano alcuni brevi corpi laterali, un tempo destinati a stalle e abitazioni per i contadini. Davanti e alle spalle del prospetto principale della villa si trovano due giardini recintati da mura. Le facciate presentano contenuti elementi decorativi a fasce e cornici, con alcuni balconi dalle elaborate ringhiere in ferro battuto.